# Mesmo Sem Estar
"Mesmo Sem Estar" é uma canção do cantor e compositor brasileiro Luan Santana com participação da cantora brasileira Sandy. A canção foi composta por Matheus Santos, Umberto Tavares e Jefferson Junior para o quinto álbum ao vivo do cantor, 1977 (2016); sendo lançada como quarto single do projeto no dia 29 de junho de 2017. "Mesmo Sem Estar" é uma balada de arranjos orquestrais que utiliza de piano e instrumentos de corda.

## Lançamento e promoção
Em janeiro de 2017, os cantores realizaram a primeira performance da música no Domingão do Faustão, da Rede Globo; porém, a canção foi lançada para airplay somente no dia 29 de junho de 2017, servindo como quarto single oficial do álbum 1977.

## Recepção
Segundo o crítico musical Mauro Ferreira, do G1, "Mesmo Sem Estar aborda a sofrência com a delicadeza típica de Sandy em arranjo com piano e cordas." Em crítica publicada no Jornal do Commercio, foi dito que "Sandy consegue elevar positivamente a canção não só como cantora, mas também como uma backing vocal de luxo nos momentos em que Luan está solando." Para o Universo Online, a canção é uma "balada doce de arranjos orquestrais [que] casa bem com o estilo  low-profile de Sandy."

## Desempenho nas tabelas musicais
| Tabela musical (2017)                           | Melhor posição |
| ----------------------------------------------- | -------------- |
| Brasil (Billboard Brasil Hot 100 Airplay)       | 4              |
| Brasil (Billboard Regional Campinas Hot Songs)  | 1              |
| Brasil (Billboard Regional Fortaleza Hot Songs) | 4              |
| Brasil (Billboard Regional Recife Hot Songs)    | 5              |
| Brasil (Billboard Regional Salvador Hot Songs)  | 4              |
| Brasil (Billboard Regional São Paulo Hot Songs) | 1              |